# Recettore (organulo)
I recettori  sono organuli di  microscopiche dimensioni costituiti da terminazioni di cellule nervose, di struttura anatomica differente, a seconda del ruolo che ciascun tipo di recettore deve svolgere. I recettori sensoriali possono dare origine a quattro tipi di sensazioni: caldo, freddo, variazione della compressione e dolore.
I recettori termici inoltre sono in grado di captare le varie condizioni climatiche ambientali.

## Funzioni
I recettori sensoriali svolgono tre importanti funzioni: 
1. assorbono piccole quantità di energia (stimolo)
2. convertono l'energia dello stimolo in un impulso elettrico (trasduzione)
3. producono un potenziale recettoriale che depolarizza la membrana cellulare, stimolando il neurone a trasmettere l'impulso (potenziale d'azione), oppure il potenziale recettoriale iperpolarizza la membrana cellulare, diminuendo la capacità del neurone di generare un potenziale d'azione. I potenziali d'azione trasmettono le informazioni ricevute al Sistema Nervoso Centrale (SNC). I potenziali recettoriali non determinano pertanto direttamente un potenziale d'azione, ma variano il potenziale di membrana fra l'interno e l'esterno della cellula per mezzo dell'apertura o della chiusura dei canali ionici.

Molti recettori sensoriali tendono ad alzare la soglia del potenziale d'azione per qualche minuto dopo la stimolazione iniziale, determinando una progressiva diminuzione della risposta ad una stimolazione continua (adattamento sensoriale). Questo fenomeno si verifica durante uno stimolo prolungato, quando il recettore produce un potenziale recettoriale più piccolo rispetto ad altri stimoli che verranno recepiti successivamente, oppure quando si verificano dei cambiamenti a livello sinaptico lungo la via neuronale attivata dal recettore.

## Classificazione
A seconda della natura dello stimolo, i recettori sensoriali sono classificati in: 
- Barocettori: rispondono alla variazione di pressione
- Chemiocettori: rispondono a stimoli chimici
- Igrorecettori: rispondono alla variazione di umidità
- Nocicettori: rispondono al dolore
- Fotorecettori: rispondono a stimoli luminosi
- Meccanocettori: rispondono alle modifiche meccaniche
- Termocettori: rispondono alle variazioni di temperatura
- Osmocettori: rispondono all'osmolarità, quindi alla sete
- Propriocettori: rispondono alla propriocezione
- Elettrocettori: rispondono alle variazioni del campo elettrico di organismi viventi

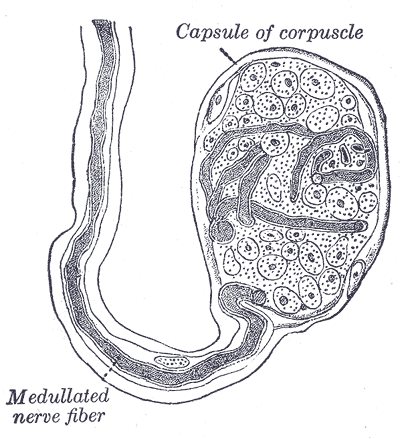
Corpuscolo di Krause
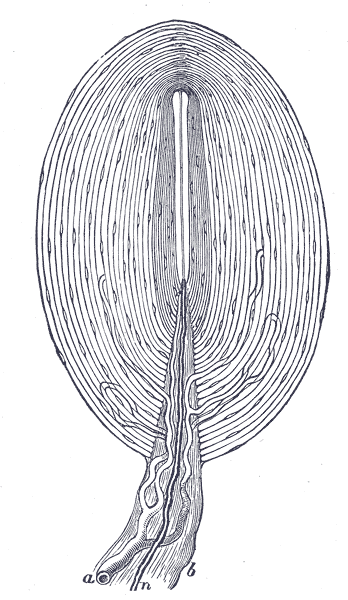
Corpuscolo del Pacini
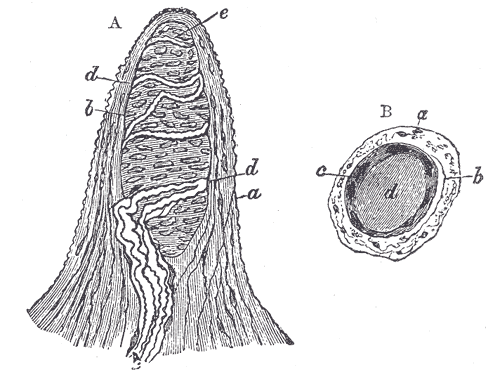
Papilla tattile della mano
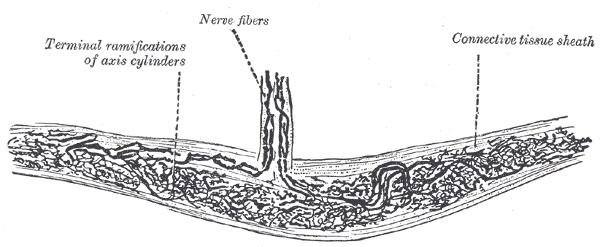
Recettore del Ruffini
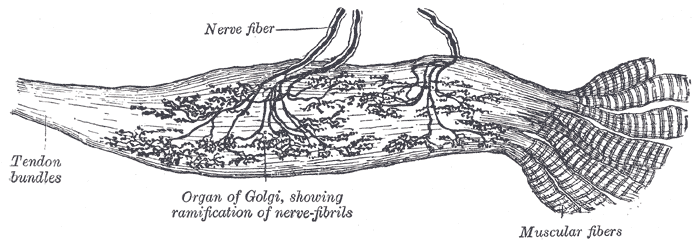
Organo del Golgi

### Meccanocettori
I meccanocettori vengono stimolati dall'alterazione della loro forma a causa di una forza che li abbia compressi o distesi. Danno informazioni riguardanti la forma, la consistenza e le relazioni topografiche degli oggetti circostanti. Trasducendo l'energia meccanica in impulso elettrico, i meccanocettori permettono per es. di udire, mantenere la stazione eretta o l'equilibrio. Alcuni meccanocettori permettono all'organismo di mantenere la propria posizione nello spazio in relazione della forza di gravità. I meccanocettori danno anche informazioni sullo stato degli organi interni, avvertendo per es. della presenza di cibo nello stomaco.
I recettori tattili, in molti animali, si trovano alla base dei peli tattili che percepiscono la posizione spaziale del corpo rispetto alla forza di gravità. Quando un pelo viene tirato si genera un potenziale recettoriale. Nel derma i dischi di Merkel e i corpuscoli di Ruffini si adattano lentamente, permettendo di sentire il contatto continuo di un oggetto con la pelle. Il corpuscolo di Pacini invece percepisce le vibrazioni che muovono i tessuti. Infine i nocicettori consistono di terminazioni nervose libere. Quelli meccanici rispondono a stimoli tattili forti, quelli termici rispondono a temperature estreme. Trasmettono segnali attraverso neuroni sensoriali che rilasciano glutammato potenziato dalla sostanza P fino agli interneuroni del midollo spinale che trasmettono il messaggio al lato opposto del midollo spinale e poi verso il talamo. Dopodiché gli impulsi vengono inviati ai lobi parietali e alle aree del sistema limbico, dove vengono elaborati gli aspetti emozionali del dolore. Quando il segnale arriva al cervello, si è consapevoli e si valuta la situazione.
Un altro tipo di meccanocettore è rappresentato dai propriocettori, che aiutano a coordinare il movimento muscolare. Rispondono continuamente alla tensione e al movimento, in modo da percepire la posizione spaziale degli arti, informazione essenziale per qualsiasi forma di locomozione e per qualsiasi genere di movimento coordinato e complesso.
I vertebrati presentano tre forme diverse di propriocettori: 
- i fusi muscolari, che identificano il movimento muscolare;
- gli organi tendinei di Golgi, che identificano lo stiramento dei muscoli e dei tendini che legano i muscoli alle ossa;
- i recettori articolari, che identificano il movimento dei legamenti.

Gli impulsi che derivano dai propriocettori garantiscono le contrazioni coordinate dei diversi muscoli coinvolti in un singolo movimento. Le informazioni riguardanti la nostra posizione arrivano in continuazione. In particolare i fusi muscolari dei mammiferi aiutano a mantenere il tono muscolare. Consistono di un fascio di fibre muscolari specializzate, nel cui centro si trova una regione circondata da terminazioni nervose sensoriali.
Molti invertebrati possiedono gli statocisti, recettori gravitazionali, caratterizzati da un'invaginazione epidermica comprendente cellule recettoriali. L'animale sa quali cellule recettoriali subiscono la stimolazione e riesce ad intensificare la regione del corpo rivolta verso il basso, in modo tale da correggere la propria posizione.
Altri meccanocettori sono le cellule pilifere che percepiscono il movimento. La loro superficie presenta un lungo chinociglio e numerose stereociglia, la cui stimolazione meccanica determina cambiamenti di voltaggio.
Gli organi della linea laterale dei pesci e degli anfibi acquatici forniscono un supporto alla vista, avvertendo le vibrazioni nell'acqua. Segnalano gli ostacoli sulla strada e oggetti in movimento. Sono costituiti da un canale che percorre l'intera lunghezza del corpo. Le cellule recettoriali possono rispondere al moto ondoso, alle correnti e alle interferenze che si verificano nell'acqua, che muove la cupola gelatinosa secreta dalle cellule recettoriali stesse, piegandone le ciglia e provacando una variazione di potenziale nella membrana della cellula pilifera, quindi determinandone il rilascio di un neurotrasmettitore.
Un altro meccanocettore è l'apparato vestibolare, responsabile del mantenimento dell'equilibrio. Quando pensiamo all'orecchio, pensiamo all'udito. Invece la sua principale funzione è il mantenimento dell'equilibrio corporeo. Nonostante molti vertebrati non siano dotati di orecchio esterno e medio, tutti i vertebrati possiedono l'orecchio interno, formato da un complicato gruppo di sacche e canali che costituiscono il cosiddetto labirinto, composto dal tessuto membranoso che ricopre quello osseo. Il labirinto membranoso consiste di due camere a forma di sacco (sacculo e utricolo) e tre canali semicircolari. Senza di questi organi l'equilibrio non sarebbe possibile. Un piccione senza apparato vestibolare non può volare.
Infine i recettori uditivi presenti in molti artropodi e nella maggior parte dei vertebrati, anche se per molti di questi organismi il suono non sembra costituire grande importanza. Contengono cellule pilifere meccanocettrici.

### Chemiocettori

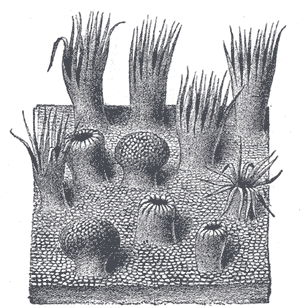
Papille gustative

Consentono di rilevare sostanze chimiche per trovare cibo e individui con cui accoppiarsi, oltre che per evitare predatori. La chemiorecezione è anche un importante metodo di comunicazione intraspecifica per scambiarsi informazioni su potenziali compagni e pericoli.
Il gusto percepisce i materiali disciolti nell'acqua mediante le papille gustative che riconoscono le diverse molecole che caratterizzano il cibo che con elevato valore calorico spesso è dolce. Ognuna di esse si presenta come una capsula epiteliale ovale contenente circa 100 recettori. La membrana plasmatica all'estremità apicale di ogni recettore gustativo presenta microvilli che si estendono sulla superficie della lingua. I recettori gustativi riconoscono le sostanze disciolte nella saliva. Quando percepiscono gli zuccheri, viene attivato un processo di trasduzione del segnale coinvolgente la proteina G che ha la funzione di aumentare l'attività dell'adenilato ciclasi insieme ai livelli di cAMP, attivando la proteina chinasi. Si riconoscono cinque sapori fondamentali: dolce, amaro, salato, aspro e umami.
L'olfatto percepisce sostanze gassose che raggiungono i recettori olfattivi attraverso l'aria. L'olfatto è una componente del sapore, perché gli odori passano facilmente dalla bocca alla cavità nasale attraverso le narici interne. Infatti quando si è raffreddati, il cibo sembra non aver sapore. Un chemiocettore fondamentale è l'epitelio olfattivo. La maggior parte degli invertebrati dipende dall'olfatto. Gli odori vengono recepiti a livello dell'epitelio nasale. Negli esseri umani l'epitelio olfattivo si trova nella cavità nasale. Esso contiene circa 100 milioni di cellule olfattive specializzate.

### Fotorecettori
La maggior parte degli animali possiede fotorecettori in grado di utilizzare pigmenti per assorbire l'energia luminosa. Un esempio sono le macchie oculari degli invertebrati come cnidari e platelminti, che rispondono alla stimolazione luminosa, ma non formano immagini. Si presentano come gruppetti di cellule fotosensibili a forma di scodella collocati nell'epidermide. Possono localizzare la sorgente della fonte luminosa e distinguerne l'intensità.
L'effettiva formazione dell'immagine richiede un occhio complesso con una lente, struttura che concentra la luce su un gruppo di fotocettori. La vista richiede anche un cervello in grado d'interpretare i potenziali d'azione generati dai fotocettori. Infatti deve integrare diverse informazioni quali il movimento, la luminosità, la posizione e la forma dello stimolo visivo.
Gli occhi composti, che si ritrovano nei crostacei e negli insetti, sono strutturalmente e funzionalmente differenti rispetto agli occhi dei vertebrati. La superficie di un occhio composto appare sfaccettata. Ogni faccia rappresenta la cornea convessa di una singola unità visiva, chiamata "ommatidio". Il numero di ommatidi varia a seconda della specie: gli occhi dei crostacei possiedono 20 ommatidi.
La parte ottica di ogni ommatidio comprende una lente biconvessa ed un cono cristallino che focalizzano la luce su cellule fotocettrici che hanno una membrana fotosensibile fornita di microvilli contenenti rodopsina. Gli occhi composti non distinguono bene le forme. Nonostante il sistema ottico di ogni ommatidio sia in grado di focalizzare una piccola immagine invertita, deboli prove testimoniano che il cervello riesca a percepirla. L'insieme delle immagini forma un'immagine composta, come una sorta di mosaico. Ogni ommatidio, quando percepisce la luminosità puntiforme di un settore ben delimitato all'interno dell'intero campo visivo, percepisce in realtà l'intensità luminosa media di quel settore.
Gli occhi dei vertebrati invece formano immagini nitide. La posizione nella testa dei primati e di certi uccelli permette la messa a fuoco di entrambi gli occhi su un solo oggetto. La coincidenza dell'informazione che ricevono determina la stessa informazione visiva convogliata alle due retine, come una sorta di visione binoculare, importante fattore nel calcolo della distanza e della profondità degli oggetti nell'ambiente circostante.
L'occhio dei vertebrati si può paragonare ad una macchina fotografica. Una lente regolabile in grado di mettere a fuoco oggetti a distanza differenti, l'iride che regola quantità di luce penetrabile nella pupilla senza rovinarla, la retina (pellicola fotosensibile di una macchina fotografica) al cui esterno si trova lo strato coroide ricco di vasi sanguigni che la riforniscono. A livello del suo margine anteriore, lo strato coroide si proietta nel bulbo oculare formando il corpo ciliare, caratterizzato da processi e muscoli. Il rivestimento esterno del bulbo oculare protegge le strutture interne ed aiuta a mantenerne la rigidità. Sulla superficie frontale dell'occhio diventa più sottile e viene chiamato cornea, attraverso la quale penetra la luce come in una lente fissa. L'umor acqueo e l'umor vitreo mantengono la forma del bulbo oculare, fornendo pressione liquida.
Mettiamo a fuoco un oggetto con una macchina fotografica, cambiando la distanza tra le lenti e l'oggetto. L'occhio possiede un potere di correzione, cioè la possibilità di cambiare fuoco per la visione a breve o a lunga distanza variando la curvatura della lente, operazione svolta dal muscolo ciliare. Per focalizzare oggetti vicini, si contrae e la lente elastica assume una forma rotonda. Per focalizzare invece oggetti a maggior distanza, il muscolo ciliare si rilassa e la lente assume forma appiattita.
La quantità di luce che entra nell'occhio è regolata dall'iride, anello muscolare liscio che oppare blu, verde, grigio o marrone. Diminuisce o aumenta la grandezza della pupilla. Ogni occhio possiede 6 muscoli che si estendono dalla superficie del bulbo oculare a vari punti nella cavità ossea. Essi permettono il movimento dell'occhio e lo orientano nelle varie direzioni.
La retina appoggia sui due terzi del bulbo oculare, coprendo lo strato coroide. Contiene cellule recettoriali chiamate coni e bastoncelli. L'invaginazione della loro membrana plasmatica forma pile di dischi membranosi, che contengono fotopigmenti che assorbono luce. L'occhio umano possiede circa 125 milioni di bastoncelli e 6,5 milioni di coni. I bastoncelli funzionano a luce debole, permettendoci di individuare le forme e il movimento. I coni sono più responsabili della visione in luce forte che debole e permettono la percezione dei particolari. Permettono la distinzione dei colori perché sono sensibili alle diverse frequenze luminose.